# Portugals NUTS-indelning

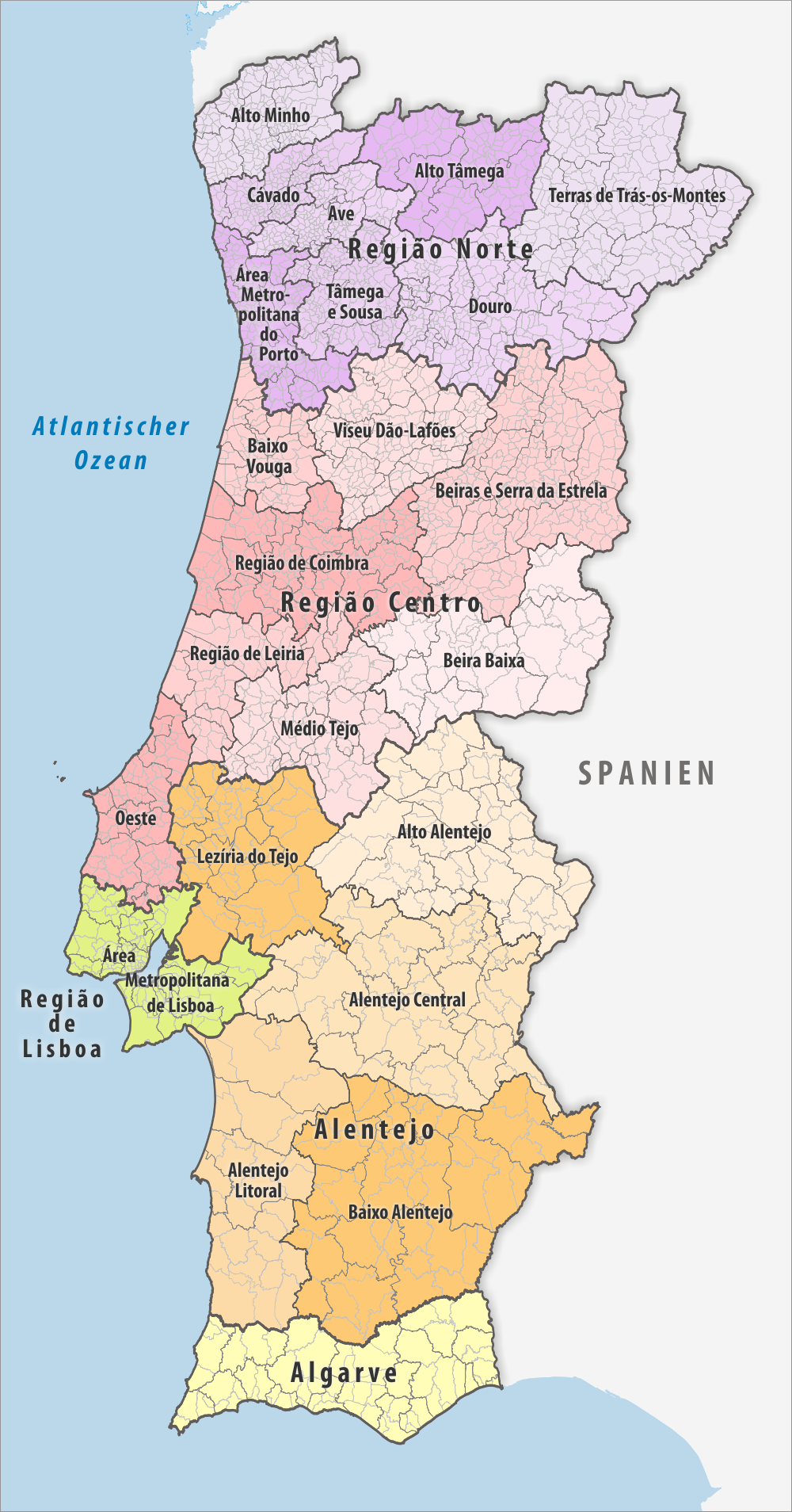

Portugals indelning i NUTS-regioner (franska: Nomenclature des unités territoriales statistiques) har utarbetats av EU:s statistikorgan Eurostat. Den används för statistiska ändamål, för planering av regionalpolitik och för fördelning av medel för sammanhållningspolitik inom unionen.
I Portugal utgörs NUTS 1 av tre landsdelar (Fastlands-Portugal, Azorerna och Madeira), NUTS 2 av sju regioner och NUTS 3 av tjugofem lokala regioner.

| Nivå   | Regionindelning | Antal |
| ------ | --- | ----- |
| NUTS 1 | Fastlands-Portugal, Azorerna, Madeira | 3     |
| NUTS 2 | Norra Portugal, Mellersta Portugal, Storstadsområdet Lissabon, Alentejo, Algarve, Azorerna, Madeira | 7     |
| NUTS 3 | Azorerna, Alentejo Central, Alentejo Litoral, Algarve, Alto Alentejo, Alto Minho, Alto Tâmega, Ave, Baixo Alentejo, Beira Baixa, Beiras e Serra da Estrela, Cávado, Douro, Lezíria do Tejo, Madeira, Médio Tejo, Region Oeste, Área Metropolitana do Porto, Region Aveiro, Region Coimbra, Region Leiria, Storstadsområdet Lissabon, Tâmega e Sousa, Terras de Trás-os-Montes, Viseu Dão Lafões | 25    |

| NUTS 1               |  | NUTS 2                                                   |                             | NUTS 3                                                   |
| -------------------- |  | -------------------------------------------------------- | --------------------------- | -------------------------------------------------------- |
| Portugal Continental |  | Alentejo                                                 |                             | Alentejo Central                                         |
| Portugal Continental |  | Alentejo                                                 | Alentejo Litoral            |                                                          |
| Portugal Continental |  | Alentejo                                                 | Alto Alentejo               |                                                          |
| Portugal Continental |  | Alentejo                                                 | Baixo Alentejo              |                                                          |
| Portugal Continental |  | Alentejo                                                 | Lezíria do Tejo             |                                                          |
| Portugal Continental |  | Algarve                                                  |                             | Algarve                                                  |
| Portugal Continental |  | Mellersta Portugal (Região do Centro)                    |                             | Beira Baixa                                              |
| Portugal Continental |  | Mellersta Portugal (Região do Centro)                    | Beiras e Serra da Estrela   |                                                          |
| Portugal Continental |  | Mellersta Portugal (Região do Centro)                    | Médio Tejo                  |                                                          |
| Portugal Continental |  | Mellersta Portugal (Região do Centro)                    | Region Oeste                |                                                          |
| Portugal Continental |  | Mellersta Portugal (Região do Centro)                    | Region Aveiro               |                                                          |
| Portugal Continental |  | Mellersta Portugal (Região do Centro)                    | Region Coimbra              |                                                          |
| Portugal Continental |  | Mellersta Portugal (Região do Centro)                    | Region Leiria               |                                                          |
| Portugal Continental |  | Mellersta Portugal (Região do Centro)                    | Viseu Dão Lafões            |                                                          |
| Portugal Continental |  | Storstadsområdet Lissabon (Área Metropolitana de Lisboa) |                             | Storstadsområdet Lissabon (Área Metropolitana de Lisboa) |
| Portugal Continental |  | Norra Portugal (Região do Norte)                         |                             | Alto Minho                                               |
| Portugal Continental |  | Norra Portugal (Região do Norte)                         | Alto Tâmega                 |                                                          |
| Portugal Continental |  | Norra Portugal (Região do Norte)                         | Área Metropolitana do Porto |                                                          |
| Portugal Continental |  | Norra Portugal (Região do Norte)                         | Ave                         |                                                          |
| Portugal Continental |  | Norra Portugal (Região do Norte)                         | Cávado                      |                                                          |
| Portugal Continental |  | Norra Portugal (Região do Norte)                         | Douro                       |                                                          |
| Portugal Continental |  | Norra Portugal (Região do Norte)                         | Tâmega e Sousa              |                                                          |
| Portugal Continental |  | Norra Portugal (Região do Norte)                         | Terras de Trás-os-Montes    |                                                          |
| Azorerna             |  | Azorerna (Região Autónoma dos Açores)                    |                             | Azorerna                                                 |
| Madeira              |  | Madeira (Região Autónoma da Madeira)                     |                             | Madeira                                                  |